# Luigi di Savoia Duca degli Abruzzi
Luigi di Savoia Duca degli Abruzzi – włoski krążownik lekki służący w Regia Marina podczas II wojny światowej, główny okręt typu Duca degli Abruzzi stanowiącego ostatnią serię krążowników lekkich określanych ogólnie jako typy Condottieri. Otrzymał nazwę na cześć Ludwika Amadeusza Sabaudzkiego, księcia Abruzji, słynnego alpinisty i odkrywcy.

## Budowa
Budowany w latach 1933-1937 „Luigi di Savoia Duca degli Abruzzi” wraz z bliźniaczym „Giuseppe Garibaldi” należały do najlepszych krążowników lekkich zbudowanych na świecie przed wybuchem II wojny światowej. Stanowiły piątą grupę włoskich krążowników typu Condottieri, zapoczątkowaną typem Alberto di Giussano.
Stępkę pod krążownik położono w grudniu 1933 roku w stoczni w La Spezia, należącej do koncernu Odero-Terni-Orlando (OTO). Wodowanie okrętu nastąpiło 21 kwietnia 1936 a oficjalne zakończenie budowy i wejście okrętu do służby w Regia Marina w grudniu 1937.

## Służba operacyjna

### Okres przed II wojną światową
Obydwa bliźniacze okręty utworzyły po wejściu do linii 8. dywizjon krążowników. W 1938 roku „Duca degli Abruzzi” operował, wraz z „Giuseppe Garibaldi”, na wodach wokół Hiszpanii, w związku z toczącą się tam wówczas wojną domową. Na początku 1939 roku oba krążowniki popłynęły z wizytą kurtuazyjną do Lizbony.

### II wojna światowa
„Luigi di Savoia Duca degli Abruzzi” brał udział w składzie floty włoskiej w bitwie koło przylądka Stilo i bitwie koło przylądka Matapan, ale nie wyróżnił się w tych starciach niczym szczególnym. 22 listopada 1941 roku został uszkodzony torpedą lotniczą.
Pomiędzy 10 czerwca 1940 roku a 8 września 1943 roku krążownik przebywał w morzu przez 1016 godzin, przepływając 22 307 mil morskich i wykonując 30 zadań bojowych.
Po kapitulacji Włoch okręt oddał się pod kontrolę Aliantów. Został, razem z „Giuseppe Garibaldi”, przebazowany do Freetown celem działań przeciwko niemieckim łamaczom blokady płynącym pomiędzy portami okupowanej Europy a dalekowschodnimi.
Od roku 1944 krążownik wypełniał głównie zadania szkoleniowe i transportowe. W tym czasie zdemontowano przestarzałe karabiny przeciwlotnicze kal. 13,2 mm, zastępując je działkami kal. 20 mm na pięciu zdwojonych podstawach.

### Lata powojenne
Po zakończeniu wojny krążownik wrócił pod włoską banderę. W latach 1945-1946 usunięto z okrętu całe wyposażenie lotnicze oraz wyrzutnie torped. W to miejsce zainstalowano dwa dodatkowe działa przeciwlotnicze kal. 100 mm. Po abdykacji króla Włoch Wiktora Emanuela „Luigi di Savoia Duca degli Abruzzi”  przewiózł go wraz z żoną do Aleksandrii. Następnie przewiózł rodzinę Humberta II do Portugalii.
Po wycofaniu z linii, na początku lat 50., pancerników „Andrea Doria” i „Caio Duilio”, obydwa bliźniacze krążowniki stanowiły trzon sił nawodnych Marina Militare. Przeszły wtedy remont połączony z przezbrojeniem. Zdemontowano dwa kotły, przebudowano stanowisko dowodzenia oraz instalując radary. Usunięto część nieskutecznych dział przeciwlotniczych kal. 100 mm, wymieniając całe lekkie uzbrojenie przeciwlotnicze na 24 działka Boforsa kal. 40 mm.
„Luigi di Savoia Duca degli Abruzzi” został skreślony z listy okrętów Marina Militare w 1961 roku.